# محطة مترو مالبيك

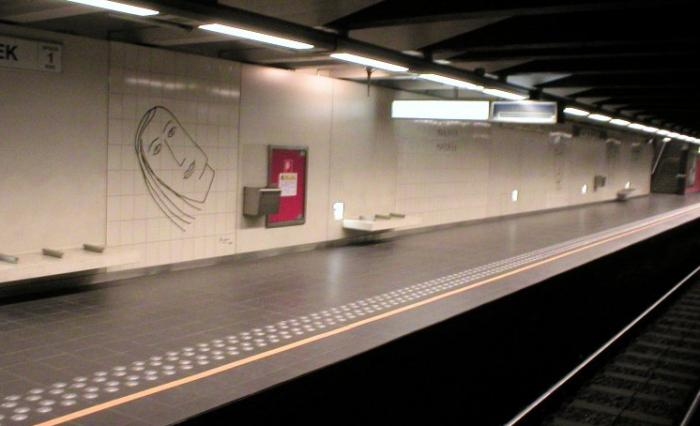
محطة مترو مالبيك

محطة مترو مالبيك (بالهولندية: Maalbeek) هي محطة مترو بروكسل في مدينة بروكسل في بلجيكا. اسم محطة تنبع من تيار اسمه مالبيك.

## هجوم إرهابي 22 مارس 2016
في يوم 22 مارس 2016 حدثت سلسلة تفجيرات في بروكسل وكانت المحطة من ضمنها وادى ذلك إلى مقتل واصابات العشرات.